# St. Maria (Ramersdorf)

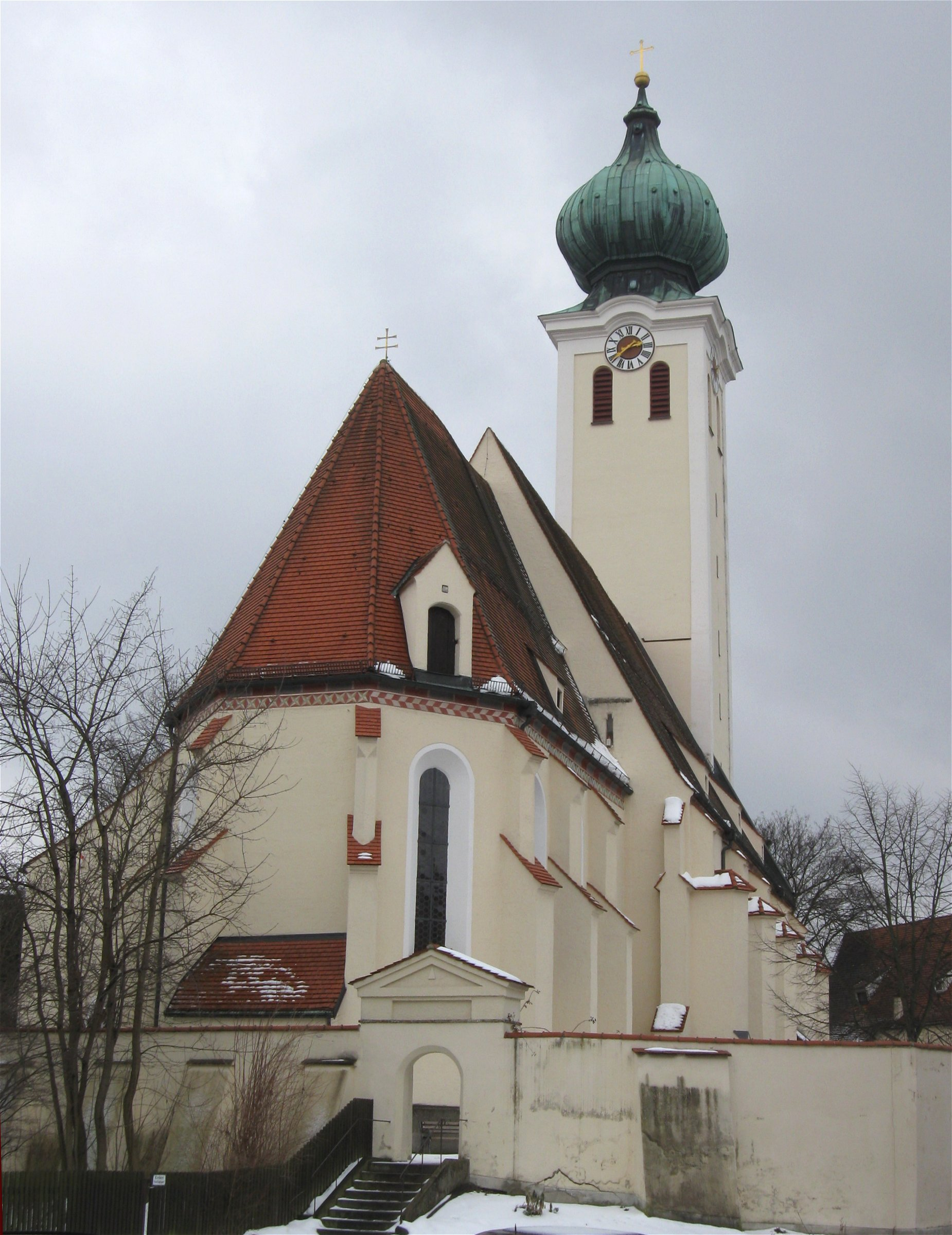
St. Maria Ramersdorf in München-Ramersdorf

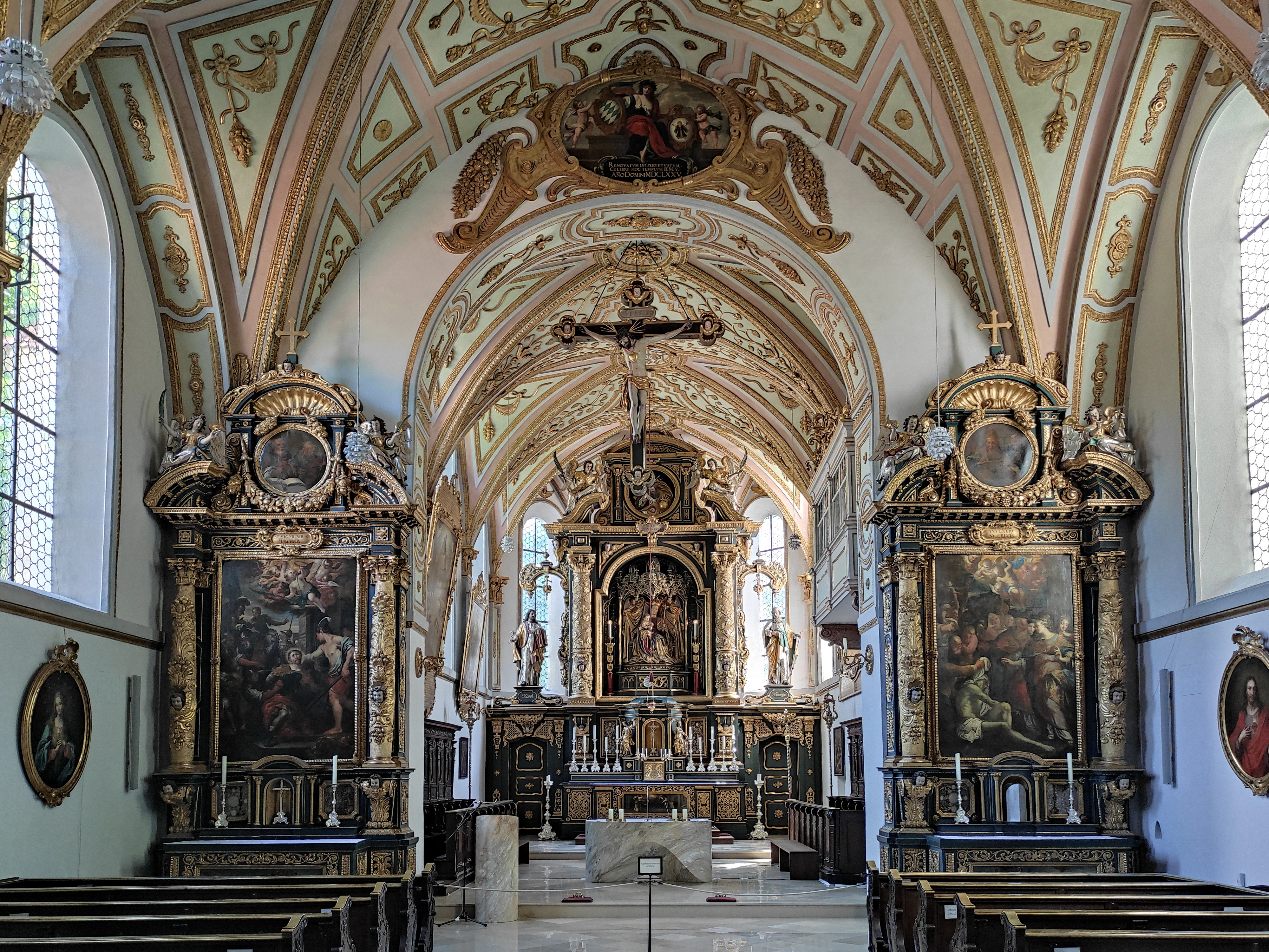
Innenansicht

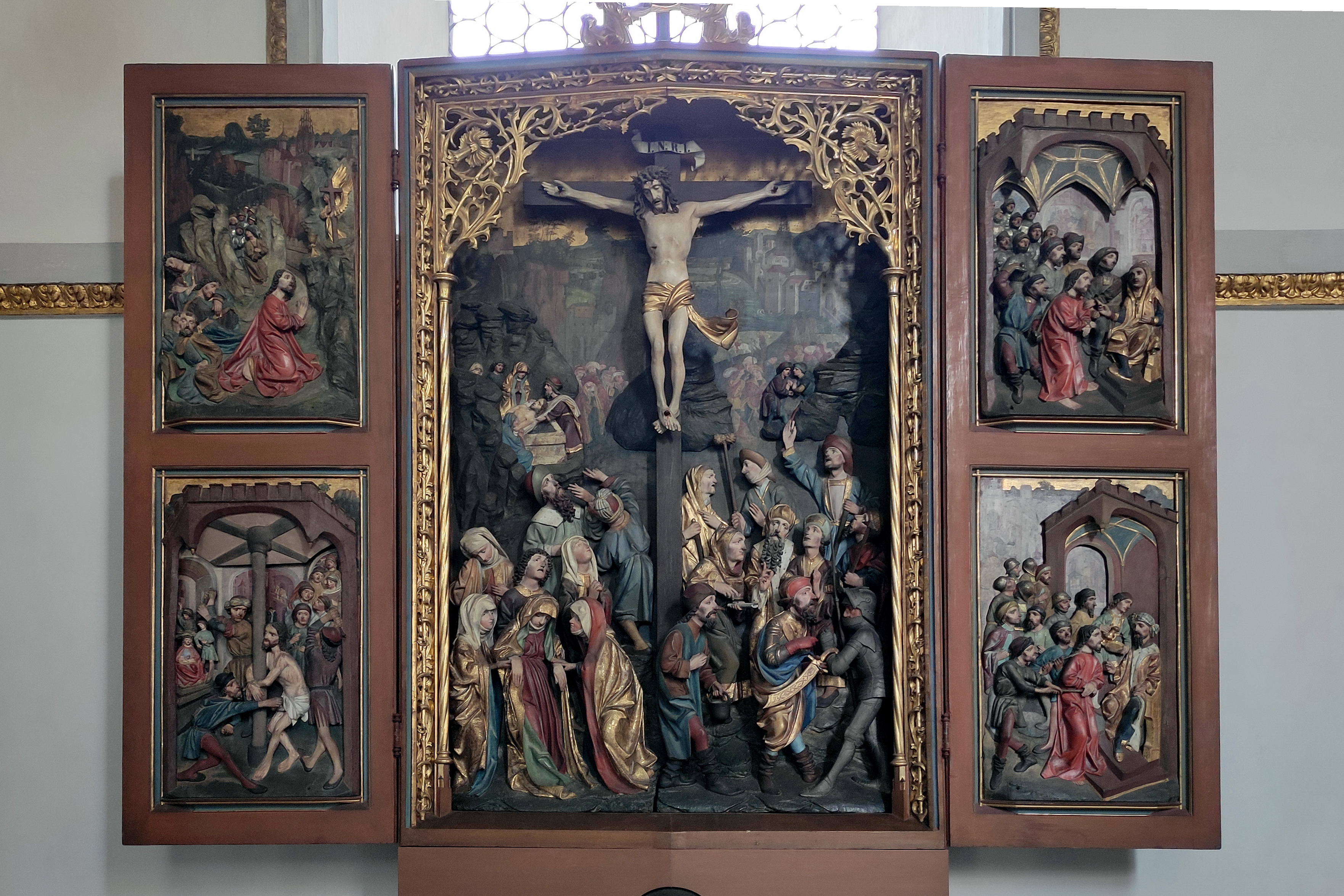
Kreuzaltar von Erasmus Grasser

Die katholische Pfarr- und Wallfahrtskirche St. Maria Ramersdorf in München-Ramersdorf gehört zu den ältesten und wichtigsten Wallfahrtskirchen im Erzbistum München und Freising.
Zusammen mit St. Pius (München) bildet St. Maria Ramersdorf seit 2009 den Pfarrverband Maria Ramersdorf–St. Pius. St. Maria Ramersdorf gehört zum Dekanat München-Perlach.

## Lage
St. Maria Ramersdorf (Aribonenstr. 9) liegt im alten Dorfkern nördlich des Mittleren Ringes/Innsbrucker Ringes nahe am Anfang der A8 Richtung Salzburg. Die Kirche liegt daher samt Resten des Dorfkerns etwas im Schatten beider großer Straßenverbindungen.

## Geschichte

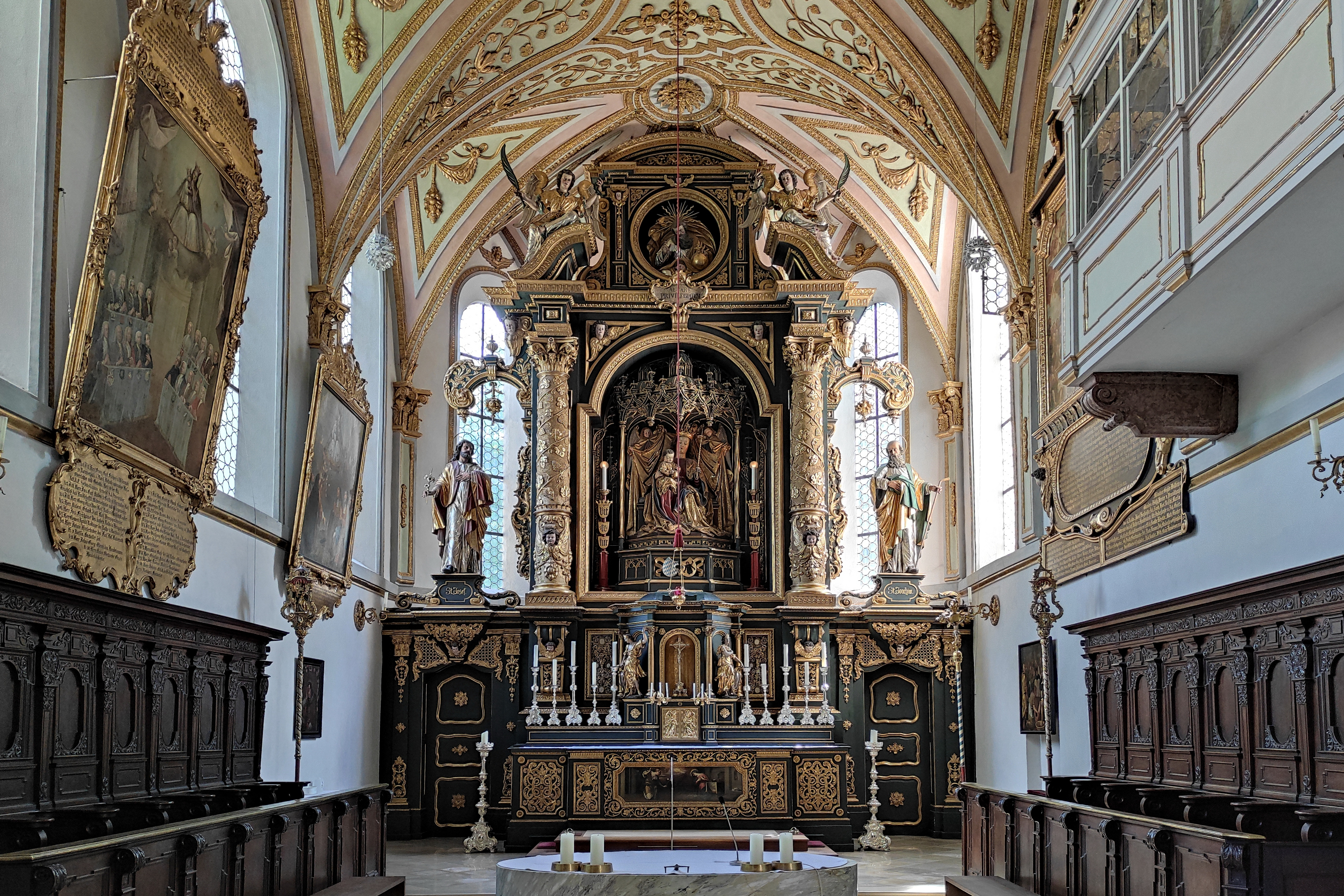
Hochaltar

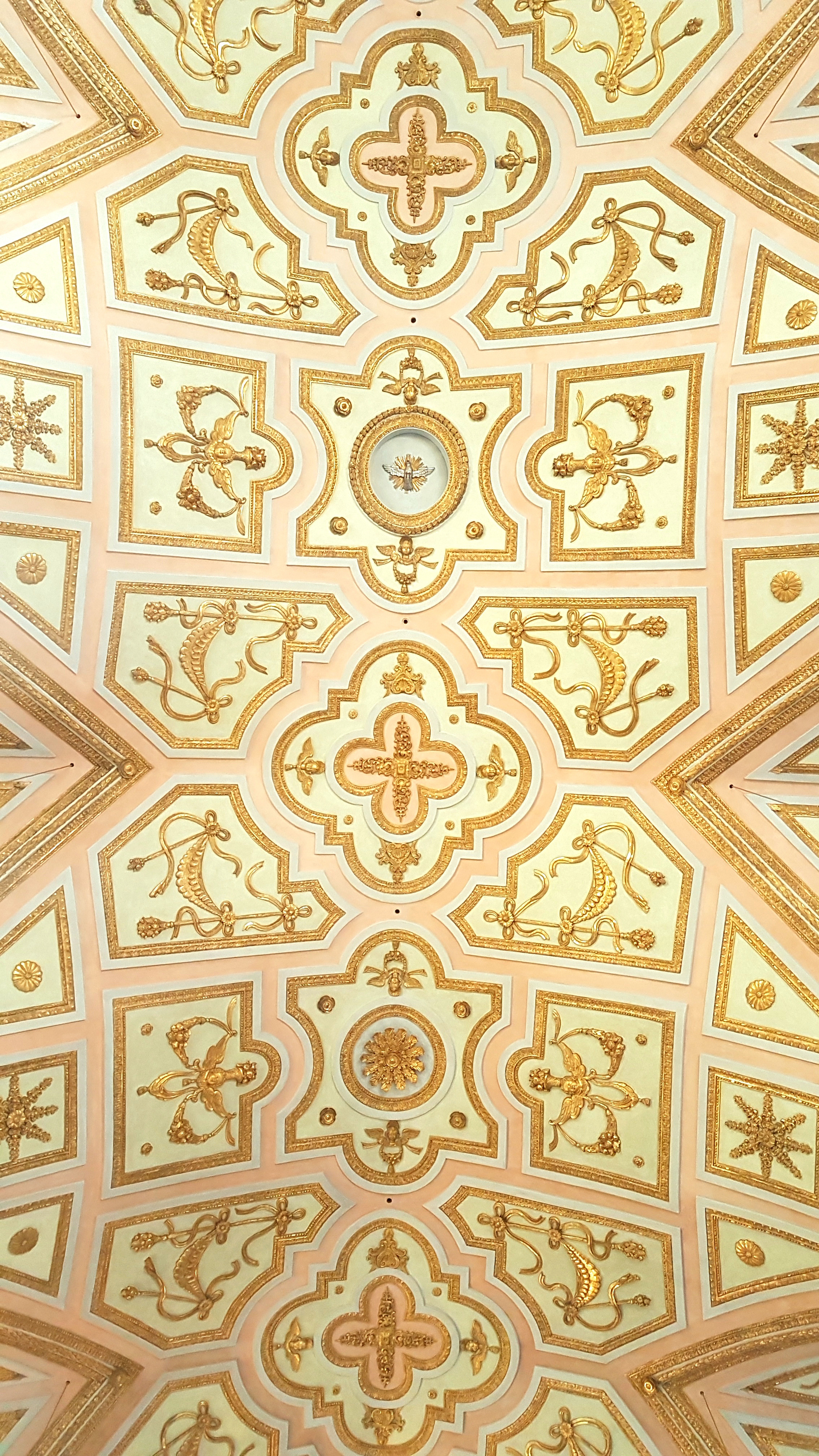
Gewölbestuck im Langhaus

Die Baugeschichte der Vorgängerbauten der heutigen Kirche liegen etwas im Dunkeln. Ramersdorf selbst ist seit dem 11. Jahrhundert urkundlich belegt. Die Familie der Rumolte, die für das Dorf mindestens Namensgeberin war, hat wohl bald eine adlige Eigenkirche auf dem Hügel, der bis heute erkennbar ist, erbaut. 
Urkundlich zum ersten Mal tritt St. Maria Ramersdorf in der Konradinischen Matrikel aus dem Jahre 1315 in Erscheinung, In dieser Diözesanbeschreibung  wird die Kirche mit Friedhof als Filiale von St. Michael in Perlach genannt. Im dortigen Pfarrarchiv waren wohl auch die Unterlagen und Akten der Ramersdorfer Kirche gelagert, das allerdings bei einem Brand im 18. Jahrhundert vollständig vernichtet wurde; das dürfte auch der Grund für die späte Ersterwähnung sein. Ebenso sind keine Nachrichten über das Aussehen der Kirche zu Beginn des 14. Jahrhunderts mehr erhalten. Es wird vermutet, dass der Unterbau des heutigen Kirchturms aufgrund seiner Mauerstärke und Gewölbeform als letzter erhaltener Rest eines romanischen Vorgängerbaus ist.
Ebenso sind keine Nachrichten über das ursprüngliche Patrozinium der Kirche vorhanden.
Das Marienpatrozinium der Ramersdorfer Kirche wird erstmals urkundlich 1381 genannt. Es wird daher angenommen, dass bereits zu Beginn des 14. Jahrhunderts ein Marienbild das Ziel von Wallfahrern gewesen ist.
Dennoch muss Maria Ramersdorf im 14. Jahrhundert eine große Bedeutung erlangt haben: 1360 schenkte ein Sohn Kaiser Ludwigs des Bayern der Kirche eine Kreuzreliquie, die Kaiser Ludwig der Bayer von (Gegen-)Papst Nikolaus V. in Rom erhalten hatte. Auch wird erzählt, dass Ludwig der Bayer diese Kreuzreliquie in ein kostbares Umhängekreuz eingefasst ständig getragen haben soll. Die Identität des Sohnes ist nicht restlos geklärt. Laut Kircheninventar von 1761 soll die Reliquie von Herzog Otto V. stammen, der sie 1379 der Kirche gestiftet habe. Es gilt heute als gesichert, dass Otto V. die Kreuzreliquie noch als Herzog von Oberbayern gestiftet hat und nicht erst nach seiner Absetzung als Markgraf und Kurfürst von Brandenburg, die 1373 erfolgte.
In der Folgezeit blühte Maria Ramersdorf als Wallfahrts- und Gnadenstätte regelrecht auf. Um die Wende des 14. zum 15. Jahrhundert wurde ein spätgotischer Neubau errichtet, dessen Größe die einer angemessenen Dorfkirche bei weitem übertraf und mit den Stadtpfarrkirchen in München, vor allem mit dem Alten Peter, vergleichbar ist. Dazu wurden vom Wittelsbacher Herrscherhaus immer mehr Stiftungen und Benefizien für die Kirche errichtet. So stifteten 1381 die Herzöge Stephan, Friedrich und Johann, Söhne von Ottos Halbbruder Herzog Stephan II., das St.-Sigismund-Benefizium und bestellten einen Kaplan zur täglichen Messlesung. Erst 1384 bestätigt der Bischof von Freising die Messstiftung und gewährte einen Ablass. 1635 stifteten die 42 Geiseln des Königs Gustav Adolf von Schweden zum Dank für ihre glückliche Rückkehr ein Votivbild.
1675 erfolgte die Barockisierung, die die gotische Raumstruktur wahrte. Gleichzeitig wurde der Haupteingang vom Turm an die Nord- und Südwand verlegt. Dieser Bauzustand ist dokumentiert durch ein Ölgemälde, das heute in der Turmkapelle zu sehen ist. 1733 erfolgte eine Überarbeitung der Kirche, vor allem der Turmkapelle, im Stil des Rokokos. 1791 zerstörte ein Blitz die gotische Turmspitze und Teile der Glockenstube, so dass der Turm 1792 die bis heute charakteristische Zwiebel erhielt. 
1866 wurde die Kirche restauriert, dabei wurden die Rokokoeinbauten besonders in der Turmkapelle wieder entfernt, nachdem bereits kurz nach 1800 viele Votivbilder und Darstellungen, die einem überschwänglichen Heiligenkult huldigten, „im Namen der Aufklärung“ entfernt worden waren.
Mit der Säkularisation 1803 wurden die Stiftungen sowie der geistliche Grundbesitz in den kurfürstlich-königlichen Besitz übertragen. Dennoch hielt die Bedeutung als Wallfahrts- und Gnadenort an. Erst 1907 war Ramersdorf, 40 Jahre nach seiner Eingemeindung nach München, so sehr gewachsen, dass Maria Ramersdorf zur Pfarrkirche erhoben wurde. Zur Zeit des Dritten Reichs kam die Wallfahrt fast vollständig zum Erliegen. Erst heute wieder konnte sie in nennenswertem Umfang aufleben. Maria Ramersdorf gilt besonders wegen ihres Reichtums an Reliquien nach Altötting im Bistum Passau und Ettal als drittwichtigster Marienwallfahrtsort in der Umgebung des Erzbistums München und Freising. 
Nachdem Maria Ramersdorf im Zweiten Weltkrieg nur geringfügig beschädigt worden war, wurde die Pfarrkirche bereits 1945 instand gesetzt. Im September 2014 wurde mit umfangreichen Renovierungsarbeiten begonnen, die Wiedereröffnung erfolgte am 15. August 2018. Die Renovierung kostete 4,9 Millionen Euro.

## Ausstattung

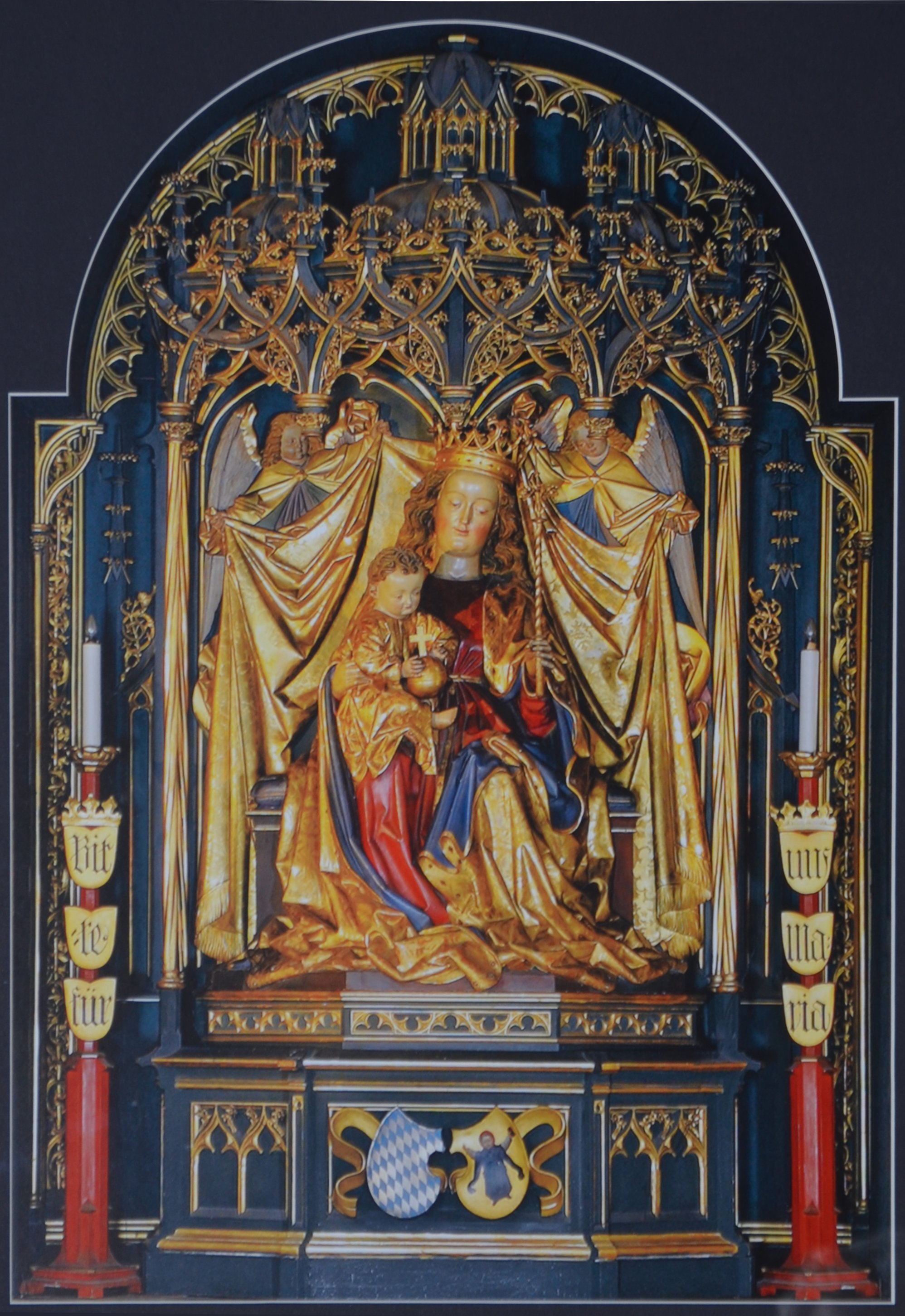
Gnadenbild der thronenden Muttergottes (Erasmus Grasser (?), um 1480)

Die Ausstattung ist um 1675 entstanden. Dazu gehören der Hochaltar, die Nebenaltäre am Chorbogen, das Chorgestühl und die Patronatsempore. Der 1860 veränderte Hochaltar enthält das Gnadenbild, das (nach dem Dehio-Handbuch irrtümlich) Erasmus Grasser zugeschrieben wird und ehedem die Schreinfigur des Marienaltars war. Die Fassung und die geschnitzten Ergänzungen wurden nach Datierung 1866 geschaffen. Als Seitenfiguren sind die Heiligen Josef und Joachim aufgestellt, die 1675 gearbeitet wurden. Ein Gemälde der Verkündigung Mariä von Dominikus Schöfftlhuber dient als Predella.
Das Altarblatt an der Nordseite zeigt das Martyrium des Heiligen Sigismund, in der Predella ist die Versenkung von Sigismunds Leichnam im Brunnen dargestellt, im oberen Bild die Apostelfürsten. Das südseitige Altarblatt zeigt die Erprobung des heiligen Kreuzes nach der Auffindung von Helena; in der Predella ist die Überbringung der Kreuzesreliquie nach Ramersdorf dargestellt, im Oberbild der Heilige Sylvester. An der nördlichen Langhauswand sind die Skulpturen des von Grasser 1483 fertig gestellten ehemaligen Kreuzaltars mit einer Fassung von 1864 zu finden, die in einem Schrein von 1864 aufgestellt und 1947 renoviert wurden. Auf den Flügeln sind Gemälde mit der Geschichte der Kreuzesreliquie zu sehen, die Jan Polack zugeschrieben werden.
Am Chorbogen ist ein Triumphkreuz aufgehängt, das der aus Weilheim stammende Münchener Hofkünstler Christoph Angermair 1626 gefertigt hatte. Weitere Gemälde zeigen im Chor Votivbilder, darunter das Matthias Kager zugeschriebene der 42 Geiseln Gustav Adolfs von 1644/1645. Im Langhaus ist das Tafelbild einer Schutzmantelmadonna aus dem Jahr 1503 zu sehen, die ebenfalls Polack zugeschrieben wird und nach einer Inschrift 1624 renoviert wurde; weiterhin finden sich dort spätgotische Tafelbilder mit den Heiligen Barbara, Margarethe und Elisabeth, Katharina, Sylvester und Wolfgang, die 1864 für Grassers Kreuzaltar zu Standflügeln zusammengesetzt wurden. Das vermutlich von 1675 stammende Gitter wurde nach Befund blau-gelb gefasst.

### Orgel

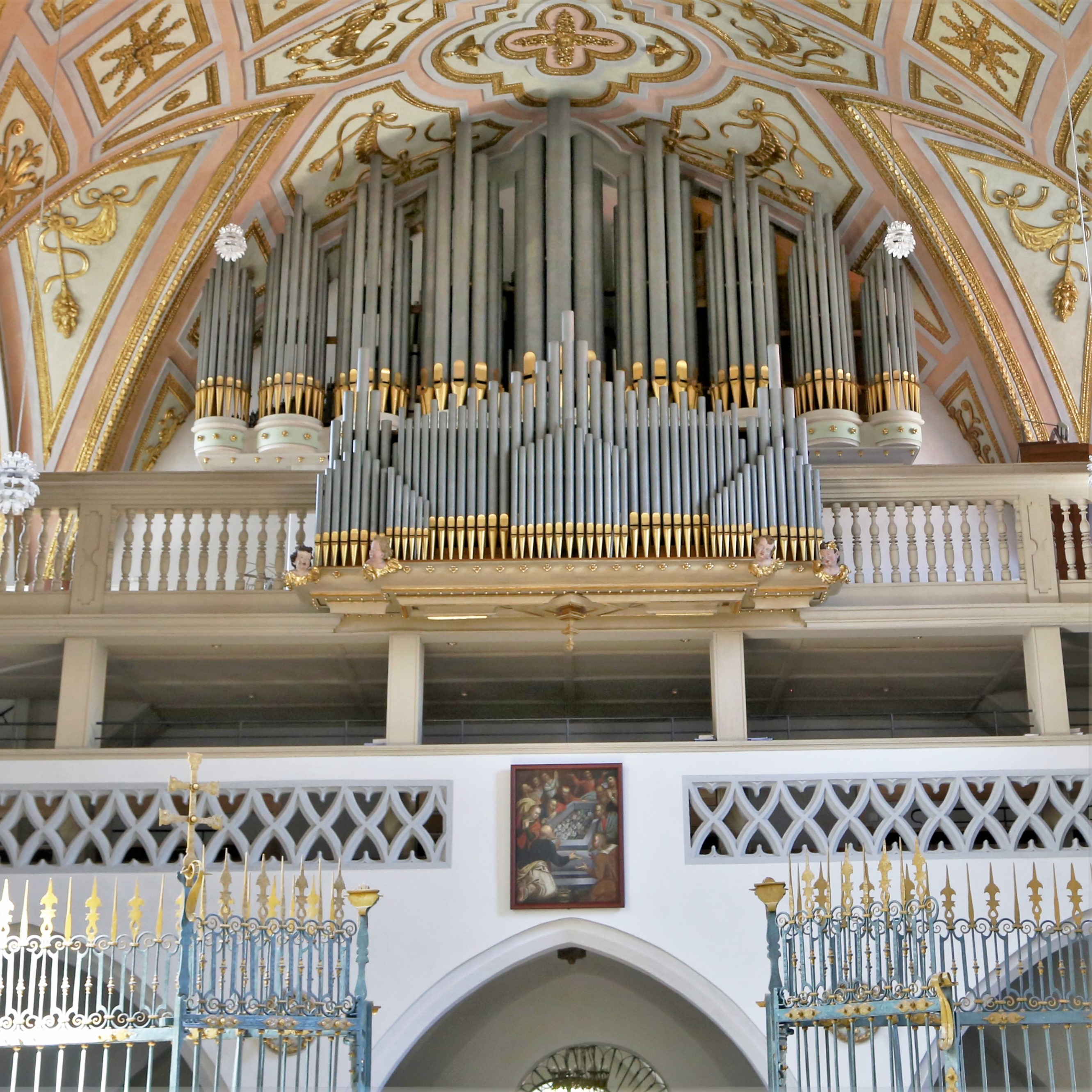
Blick auf die Orgelempore

Die heutige Orgel wurde 1955 von Carl Schuster neu gebaut. Sie hat 35 Register auf drei Manualen und Pedal. Der Prospektentwurf stammt von Hans Miller. 1985 wurde die Orgel durch Wilhelm Stöberl umgebaut und 2018 von Orgelbau Vleugels restauriert. Die aktuelle Disposition lautet:
| I Hauptwerk C–g3 |       |
| Gedacktpommer    | 16′   |
| Principal        | 8′    |
| Gemshorn         | 8′    |
| Rohrgedackt      | 8′    |
| Octave           | 4′    |
| Schweizerpfeife  | 4′    |
| Octave           | 2′    |
| Mixtur V         | 1 ⁄3′ |
| Horn             | 8′    |

| II Brüstungspositiv C–g3 |       |
| Gedackt                  | 8′    |
| Quintade                 | 8′    |
| Weitoctave               | 4′    |
| Rohrflöte                | 4′    |
| Sifflöte                 | 2′    |
| Quinte                   | 1 ⁄3′ |
| Cymbel III               | 1⁄2'  |

| III Schwellwerk C–g3 |            |
| Holzflöte            | 8′         |
| Viol                 | 8′         |
| Principal            | 4′         |
| Nachthorn            | 4′         |
| Gemshorn             | 4′         |
| Blockflöte           | 2′         |
| Sifflöte             | 1′         |
| Sesquialtera II      | 1 ⁄3′+4⁄5′ |
| Scharff IV           | 1′         |
| Dulcian              | 16′        |
| Trompete             | 8′         |
| Tremulant            |            |

| Pedal C–f1    |       |
| Flötbass      | 16′   |
| Subbass       | 16′   |
| Zartbass      | 16′   |
| Octavbass     | 8′    |
| Gedacktbass   | 8′    |
| Choralflöte   | 4′    |
| Rauschbass IV | 2 ⁄3′ |
| Bombarde      | 16′   |

- Koppeln: II/I, III/I, III/II, I/P, II/P, III/P
- Spielhilfen: 2 freie Kombinationen, Tutti, Crescendowalze, Zungeneinzelabsteller
- Bemerkungen: Kegelladen, elektropneumatisch Spiel- und Registertraktur

### Glocken
Das Geläut besteht aus sechs Glocken. Die vier kleineren Glocken bilden den Altbestand: Er setzt sich zusammen aus einem mittelalterlichen Glockenpaar, das 1482 vom Münchner Glockengießer Ulrich von Rosen gegossen wurde sowie aus zwei Glocken des 17. Jahrhunderts.
Die 1694 von Johann Jakob Schorer gegossene Glocke trägt neben einer Darstellung Johannes des Täufers und eines Patriarchenkreuzes ein ausdrucksvolles Pietà-Relief mit einer Darstellung der Mater Dolorosa.
In den 1950er Jahren goss Karl Czudnochowsky aus Erding zwei große Glocken hinzu. Im Rahmen dieser Ergänzung wurden Tonkorrekturen (durch Ausschleifen) an den vier alten Glocken vorgenommen, wodurch jedoch deren musikhistorischer Wert zerstört wurde.
Mit der Zeit stellte sich heraus, dass das Läuten der beiden größten Glocken den Turm statisch gefährdet und beide Glocken stillgelegt werden mussten. Nach zehn Jahre langem Schweigen hat das Joch der größten Glocke Obergewichte und einen passenden Gegengewichtsklöppel erhalten, sodass sich die Klöppelanschläge pro Minute verringert haben, die Glocke also langsamer als vorher schwingt. Bei der zweitgrößten Glocke ist der Ausschwungwinkel reduziert und dafür ebenfalls ein Gegengewichtsklöppel eingebaut worden. Seitdem liegen beide Glocken außerhalb des statisch gefährlichen Bereichs. Alle Glocken hängen an Stahljochen in einem zweistöckigen Stahlglockenstuhl.

Der Uhrschlag erfolgt über Glocke 2 (Viertelstunden) und Glocke 1 (volle Stunden). Samstags um 15 Uhr wird der Sonntag eingeläutet.

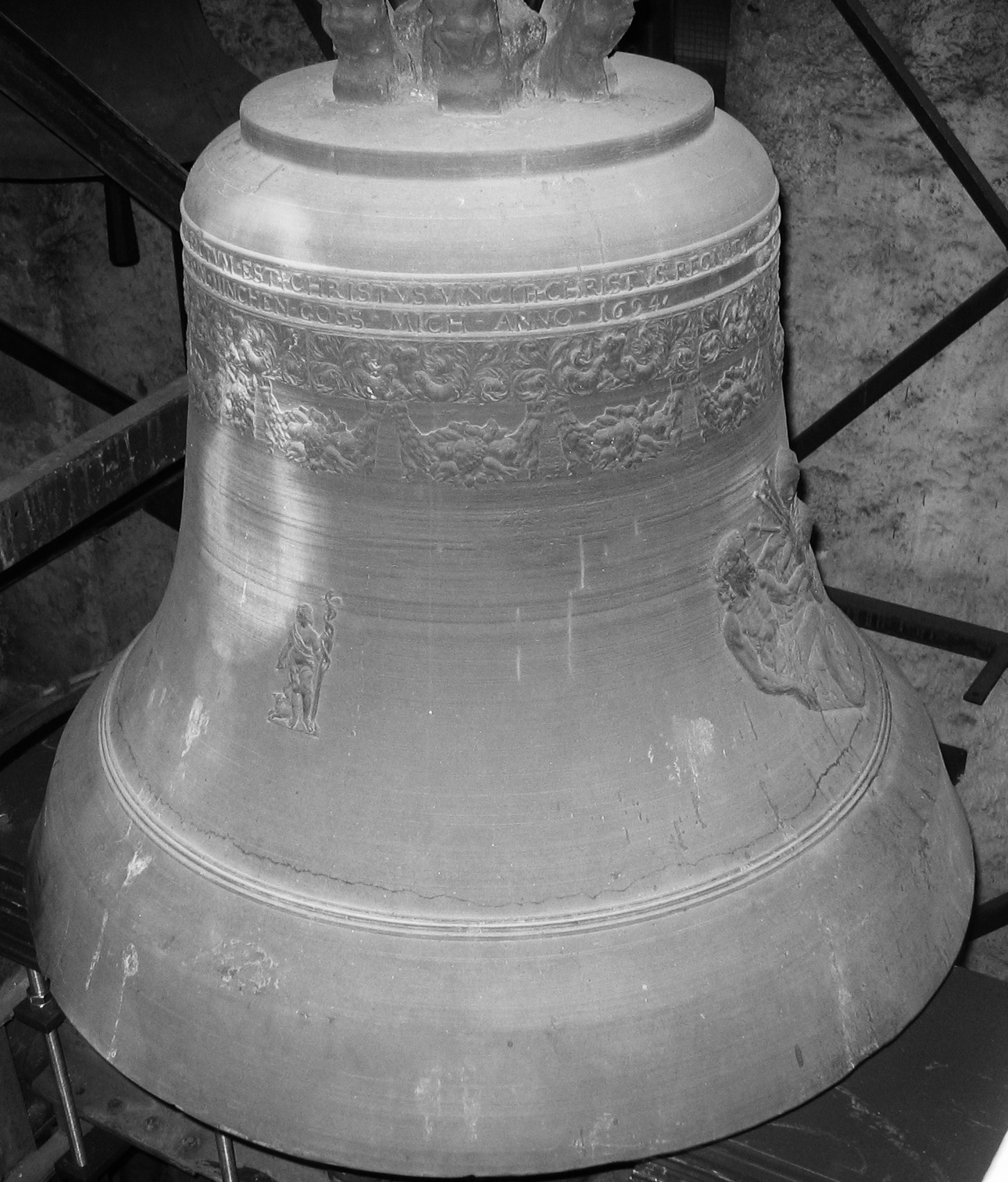
Glocke von 1694.
Rechts auf der Flanke die Pietà-Darstellung.

| Nr. | Name                     | Gussjahr | Gießer, Gussort               | Masse (kg) | Schlagton (HT-1/16) |
| 1   | Hosanna (Dreifaltigkeit) | 1956     | Karl Czudnochowsky, Erding    | 2565       | b0 +3               |
| 2   | Georg                    | 1954     | Karl Czudnochowsky, Erding    | 1650       | des1 +4             |
| 3   | –                        | 1694     | Johann Jakob Schorer, München | 930        | f1 +3               |
| 4   | Maria                    | 1482     | Ulrich von Rosen, München     | 658        | as1 +4              |
| 5   | Johannes der Täufer      | 1610     | Bartholomäus Wengle, München  | 450        | b1 +4               |
| 6   | Maria (Sterbeglocke)     | 1482     | Ulrich von Rosen, München     | 260        | des2 +4             |

## Ensemble
Maria Ramersdorf steht auf einem Hügel, der früher als Friedhof genutzt wurde. Dieser Bereich ist mit einer Friedhofsumbauung umschlossen, die ein eigenes ehemals spätgotisches Torhaus, heute Torbogenhaus oder Mesnerhaus genannt, besaß. Eine Passionskapelle wurde im 17. Jahrhundert an die Innenseite der Friedhofsmauer angebaut. Im 18. Jahrhundert wurde noch ein kurfürstliches Jagdhaus, das Benefiziatenhaus, in die Mauer eingesetzt. Diese bauliche Einheit hat die Säkularisation überlebt. Die heutige städtebauliche Gesamtsituation ist im Wesentlichen in den 1930er Jahren entstanden und das Ergebnis einer nationalsozialistischen Städtebauplanung.
An der Außenmauer steht das Kennedy-Brünnlein mit einem Porträt des Benediktinerpaters Ildephons Kennedy.